# Ngamarlanguia luisae
Ngamarlanguia luisae is een rechtvleugelig insect uit de familie krekels (Gryllidae). De wetenschappelijke naam van deze soort is voor het eerst geldig gepubliceerd in 1996 door Rentz & Su.